# Litoria timida
A Litoria timida a kétéltűek (Amphibia) osztályának békák (Anura) rendjébe, a Pelodryadidae családba, azon belül a Pelodryadinae alcsaládba tartozó faj.

## Előfordulása
A faj Pápua Új-Guineában és valószínűleg Indonéziában él Természetes élőhelye a szubtrópusi vagy trópusi nedves síkvidéki erdők, mocsarak, kertekt, lepusztult erdők.